# Günther Heidemann
Günther Heidemann, född 21 oktober 1932 i Berlin, död 15 mars 2010 i Berlin, var en tysk boxare.
Heidemann blev olympisk bronsmedaljör i weltervikt i boxning vid sommarspelen 1952 i Helsingfors.